# Meloe laevis
Meloe laevis es una especie de coleóptero de la familia Meloidae.

## Ciclo de vida
Los huevos normalmente  eclosionan durante el verano/estación lluviosa. Lo que hacen las larvas al eclosionar, al igual que en todas las demás especies de Meloe, es notable: Pasan por una forma especialmente compleja de  metamorfosis llamada hipermetamorfosis.
Las diminutas larvas recién nacidas reciben el nombre especial de "triungulinos", o el término más general planidio. El triungulino emerge del suelo, trepa a una flor y espera a una abeja. Cuando esta llega, el triungulino sube a bordo. Si la abeja es macho, la larva lo acompaña hasta que se aparea, momento en el que el triungulino se transfiere a la hembra. Siempre que el triungulino se adhiere a una hembra, la abeja transportadora, sin darse cuenta, lleva la larva a su nido subterráneo. En el nido, el triungulino se transforma en una larva sedentaria y se alimenta de las larvas en desarrollo de la abeja, así como del alimento que se les lleva. Finalmente, las larvas de Meloe se metamorfosean en  pupas, que posteriormente se transforma en adultos. Cada especie de Meloe puede atacar sólo a una única especie de abeja o género de abeja, o a varias especies.

## Cortejoyanidación
El cortejo de la hembra de Meloe leaevis es relativamente sencillo: el macho acaricia y palpa el cuerpo de la hembra con sus  antenas hasta que ella esté lista. Tras el apareamiento, la hembra suele excavar una cavidad en el suelo, donde deposita sus huevos. Luego, raspa la tierra suelta que queda de la excavación y la deposita en el agujero, apisonándola al retroceder. Las hembras pueden poner huevos varias veces a lo largo de su vida.

## Interacciones con humanos
Como es típico entre las especies de Meloe, cuando se molesta a los adultos de Meloe leaevis, pueden permanecer erguidos o caer de lado. En ambos casos, las patas se encogen hacia el cuerpo y el cuerpo deja de moverse, salvo por un movimiento ocasional de las puntas de las patas o  tarsos. Generalmente, un líquido naranja oscuro exuda de ciertas articulaciones de las patas y, a veces, los adultos manipulados pueden regurgitar.
Se ha documentado que Meloe leaevis se alimenta de patatas y alfalfa.
En el estado mexicano de Chiapas se ha documentado el consumo de Meloe laevis adultas.

## Distribución geográfica
Habita desde Venezuela hasta
el centro de los EEUU.